# Bobbio
Bobbio (Bòbi en dialecte del lloc, Bêubbi en llengua ligur, Bobium en llatí) és una ciutat de 3.724 habitants a la província de Piacenza, situada a la Val Trebbia.
Fundada al voltant de l'Abadia de Sant Columbà, fundada a l'inici del segle vi per Sant Columbà i que va ser un focus cultural i religiós europeu de primer ordre a l'alta edat mitjana.
La ciutat és seu de la Unione Montana Valli Trebbia e Luretta.